# Zumroda
Zumroda ist ein Ortsteil der Gemeinde Nobitz im Landkreis Altenburger Land in Thüringen.

## Geographie

### Lage
Der Ortsteil Zumroda liegt südöstlich von Saara an der Grenze zu Sachsen im Lösshügelland um Altenburg und Schmölln. In der Gemarkung entspringt das Flüsschen Wyhra.

### Nachbarorte
|            | Runsdorf                                    | Kleinmecka |
| Pfarrsdorf | Kompassrose, die auf Nachbargemeinden zeigt | Harthau    |
|            | Tettau, Oberdorf                            | Oberwiera  |

## Geschichte
Die erste urkundliche Erwähnung des Dorfes ist zwischen 1181 und 1214 nachgewiesen worden. Zumroda gehörte zum wettinischen Amt Altenburg, welches ab dem 16. Jahrhundert aufgrund mehrerer Teilungen im Lauf seines Bestehens unter der Hoheit folgender Ernestinischer Herzogtümer stand: Herzogtum Sachsen (1554 bis 1572), Herzogtum Sachsen-Weimar (1572 bis 1603), Herzogtum Sachsen-Altenburg (1603 bis 1672), Herzogtum Sachsen-Gotha-Altenburg (1672 bis 1826).
Zumroda war einige Jahrhunderte lang ein berühmter Wallfahrtsort. 1738 wurde die hölzerne Wallfahrtskirche abgebrochen und ein Jahr später eine neue Kirche erbaut, die noch bis in die neuere Zeit „zum Rhoda“ genannt wurde. Damals lebten 34 Familien mit 167 Einwohnern im Ort. Während die Obergerichte beim herzoglichen Kreisamt Altenburg lagen, waren die Erbgerichte zwischen dem örtlichen Rittergut und dem Rittergut Hainichen bei Gößnitz geteilt. Das Rittergut Zumroda war ohne Grundbesitz und gehörte zunächst den Herren von Minckwitz, später der adeligen Familie Pflugk. Bei der Neuordnung der Ernestinischen Herzogtümer im Jahr 1826 kam Zumroda wiederum zum Herzogtum Sachsen-Altenburg. Nach der Verwaltungsreform im Herzogtum gehörte das Dorf bezüglich der Verwaltung zum Ostkreis (bis 1900) bzw. zum Landratsamt Altenburg (ab 1900). Zumroda gehörte ab 1918 zum Freistaat Sachsen-Altenburg, der 1920 im Land Thüringen aufging. 1922 kam es zum Landkreis Altenburg.
Mit dem Abbau der Braunkohle begann in der zweiten Hälfte des 19. Jahrhunderts eine neue Etappe im Ort. Die Flöze hatten eine Mächtigkeit von 1,70 m bis 10,18 m. Die Förderung der Kohle geschah entweder durch Handhaspel oder durch die Zugkraft eines Pferdes durch Dampfkraft. Die Schächte hatten eine Tiefe von 21 m bis 31,70 m. Im Jahr 1956 wurde die Braunkohleförderung in der Umgebung von Zumroda eingestellt. Nach dem Kriegsende 1945 und der anschließenden Vertreibung aus den Ostgebieten des Deutschen Reiches nahm auch Zumroda zahlreiche Flüchtlinge auf. Bei der zweiten Kreisreform in der DDR wurden 1952 die bestehenden Länder aufgelöst und die Landkreise neu zugeschnitten. Somit kam die Gemeinde Zumroda im Osten des Kreises Schmölln an den Bezirk Leipzig, der seit 1990 als Landkreis Schmölln zu Thüringen gehörte und 1994 im Landkreis Altenburger Land aufging.
Am 1. November 1973 wurde die Gemeinde Zumroda in die Gemeinde Podelwitz eingegliedert. Mit dem Aufgehen der Gemeinde Podelwitz in der Einheitsgemeinde Saara wurde Zumroda am 1. Januar 1996 ein Ortsteil dieser Gemeinde, bis diese wiederum am 31. Dezember 2012 zu Nobitz kam. Im Jahr 2012 lebten in Zumroda 100 Personen.

## Persönlichkeiten
- Bernd Merbitz (* 1956 in Zumroda), von 2007 bis 2012 Landespolizeipräsident in Sachsen